# Mouloudia Sportif Populaire de Batna
Il Mouloudia Sportif Populaire de Batna è un club calcistico algerino.
Fino al 2012-2013 il club giocava in massima serie, quando è retrocesso in seconda serie.
Il club ha raggiunto un risultato storico nel 1997 arrivando in finale di Coppa di Algeria.

## Rosa
| N. |                         | Ruolo | Calciatore        |
| -- | ----------------------- | ----- | ----------------- |
| 1  | Algeria (bandiera)      | P     | Oussama Methazem  |
| 3  | Algeria (bandiera)      | D     | Billel Boulediab  |
| 4  | Algeria (bandiera)      | D     | Imad Bella        |
| 5  | Algeria (bandiera)      | D     | Abderrezak Bitam  |
| 6  | Algeria (bandiera)      | C     | Hamza Heriat      |
| 7  | Algeria (bandiera)      | A     | Ali Daïra         |
| 8  | Algeria (bandiera)      | C     | Mohamed Saidi     |
| 9  | RD del Congo (bandiera) | A     | Lelo Mbele        |
| 10 | Togo (bandiera)         | A     | Sapol Mani        |
| 14 | Algeria (bandiera)      | C     | Hichem Merazka    |
| 15 | Algeria (bandiera)      | D     | Nacerdine Bensaci |
| 16 | Algeria (bandiera)      | P     | Yacine Babouche   |

| N. |                    | Ruolo | Calciatore             |
| -- | ------------------ | ----- | ---------------------- |
| 17 | Algeria (bandiera) | A     | Djabir Naamoune        |
| 18 | Algeria (bandiera) | D     | Badreddine Nezzar      |
| 19 | Algeria (bandiera) | D     | Mourad Boudjelida      |
| 20 | Algeria (bandiera) | C     | Abdelmalek Bitam       |
| 21 | Algeria (bandiera) | D     | Amar Boutria           |
| 22 | Algeria (bandiera) | C     | Amine Fezzani          |
| 27 | Algeria (bandiera) | A     | Abdelmoutaleb Ghodbane |
| 28 | Algeria (bandiera) | A     | Mohamed Kecita         |
| 29 | Algeria (bandiera) | P     | Salah Sahraoui         |
| 30 | Algeria (bandiera) | A     | Adel El Hadi           |
| 31 | Algeria (bandiera) | D     | Abdelkader Benayada    |
|    | Algeria (bandiera) | P     | Destin Onka Malonga    |

## Allenatori
- Ameur Djamil (2011-2012)
- Toufik Rouabah (2012)
- Rachid Bouarrata (2012)
- Toufik Rouabah (2012-2013)
- Ali Fergani (2013-)